# Amado Guevara
Amado Guevara (Tegucigalpa, 2 de maig de 1976) és un exfutbolista hondureny, que ocupava la posició de migcampista.

## Trajectòria
Inicia la seua carrera en els clubs del seu país Olimpia i Motagua. La seua carrera prossegueix per Espanya (Reial Valladolid), Mèxic (Toros Neza i CD Zacatepec) i Costa Rica (Saprissa).
A l'abril del 2003 signa amb el MetroStars, de la Major League Soccer estatunidenca, amb qui arriba a la primera final de la història del club, de la US Open Cup, en eixa primera campanya. A la segona marca 10 gols i és nomenat per a MVP. El 2005 hi marca onze gols amb l'equip de Nova York.
El 2006, esclata un conflicte entre el jugador i el club. El MetroStars va permetre que entrenara amb el CD Motagua, però el migcampista va disputar diversos partits amistosos amb l'equip d'Hondures. Finalment, retorna als Estats Units. En finalitzar la campanya 2006 de la MLS és transferit al Chivas USA, on tan sols participa en quatre ocasions.
Retorna al CD Motagua el 2007, on esdevé en un dels jugadors clau de l'equip d'Hondures. A l'abril de 2008, recala al Toronto FC. El desembre de 2009 retorna al Motagua.

## Internacional
Guevara ha estat el capità i el jugador amb més partits internacional amb la selecció d'Hondures.
Va ser nomenat Jugador Més Valuós a la Copa Amèrica 2001, en la qual el seu país arriba a la tercera posició.

## Palmarès
- Liga Nacional de Honduras (4): 1997-98 Apertura, 1997-98 Clausura, 1999-2000 Apertura, 1999-2000 Clausura
- Copa Interclubs de la UNCAF (1): 2007
- Canadian Championship (1): 2009

### Individual
- Major League Soccer MVP: 2004
- MLS Golden Boot Winner: 2004
- MLS Best XI: 2004
- MLS All-Star Game MVP: 2004
- Copa Amèrica 2001 MVP: 2001